# Rational Build Forge
Rational Build Forge (BuildForge) wurde von der Firma BuildForge mit Sitz in Austin, Texas entwickelt. Nach der Übernahme des texanischen Software-Hauses durch IBM im Jahre 2006 wurde Build Forge in IBMs Software-Brand Rational integriert. Rational Build Forge ist ein Framework, mithilfe dessen sich Software-Entwicklungs- und -Auslieferungsprozesse abbilden, automatisieren und kontrollieren lassen. 

## Architektur
Rational Build Forge besteht zum einen aus dem Build Forge Server und zum anderen aus einem oder meist mehreren Agenten. Der Server verwaltet den gesamten Prozessablauf und protokolliert die Ergebnisse in einer Datenbank. Die Agenten werden auf den Zielsystemen installiert, empfangen die Befehle vom Server, führen diese aus und liefern die Ergebnisse zurück. Der Benutzerzugriff geschieht über die Management-Konsole (web-basiert) oder über eine integrierte Entwicklungsumgebung.

## Funktionsweise
Die kleinste ausführbare Einheit ist ein Schritt (engl. step). Der Schritt besteht entweder aus einem Befehl, der auf dem Zielsystem ausgeführt wird, oder aus einem speziellen Build Forge-Kommando. Die Schritte können in einer Bibliothek (engl. library) zur Wiederverwendung definiert oder direkt in einem Projekt abgelegt werden. Der Ablauf der Schritte ist steuerbar: seriell, parallel, abhängig von Bedingungen, Mehrfachdurchlauf, dynamisch während der Laufzeit usw. Das Projekt wird in den Kontext einer Umgebung (engl. environment) gestellt und zeigt während des Ausführens den jeweils aktuellen Zustand des Projektlaufes (engl. job) an.

## Betriebssysteme
Management Konsole:
- Microsoft Windows
- Linux
- UNIX
- zLinux (IBM System z: S390x)

Agent:
- Microsoft Windows
- Linux
- UNIX
- Macintosh OS X 10.x
- IBM System i: AS/400
- IBM System z: S390x
- Der Agent kann ebenfalls auf anderen Systemen mit einem Standard-C-Compiler übersetzt und installiert werden.